# Тан-Рухуратер II
Тан-Рухуратер II (2-а пол. XV ст. до н. е.) — сункір (цар) Еламу. Низка дослідників рахує його як Тан-Рухуратер III, враховуючи усіх правителів і співправителів з таким ім'ям.

## Життєпис
Відомостей про нього обмаль. Відомий лише з циліндричної печатки, яка називає його царем Сузи та Аншана. Цей напис є давнішим використанням знаку «ессана», що ознначає царя.
З огляду на те, що його попередник Іншушинак-сункір-наппірір титулювався лише як цар Суз, то припускають, що Тан-Рухуратер був братом-співцарем за час панування останнього, або претендентом, що захопив владу в Аншані, а потім об'єднав Елам. Відбувається економічне відродження держави. Йому спадкував Шалла.